# Aloïse Retornaz
Aloïse Retornaz (* 3. Februar 1994 in Brest) ist eine französische Seglerin.

## Erfolge
Aloïse Retornaz sicherte sich in der 470er Jolle im Jahr 2019 ihre ersten internationalen Medaillen. Die Militärweltspiele in Wuhan schloss sie auf Rang zwei ab und belegte mit Camille Lecointre bei den Weltmeisterschaften in Enoshima den dritten Platz. Mit Lecointre wurde sie 2019 außerdem in Sanremo Europameisterin. Zwei Jahre später gelang den beiden in Vilamoura die Titelverteidigung.
Bei den 2021 ausgetragenen Olympischen Spielen 2020 in Tokio ging Retornaz ebenfalls mit Camille Lecointre in der 470er-Klasse an den Start. Sie gewannen eine der ersten zehn Wettfahrten und erreichten in fünf weiteren eine Platzierung unter den besten fünf. Als Zweite gingen sie ins abschließende Medal Race, das sie auf dem sechsten Platz beendeten. In der Gesamtwertung wurden sie mit 54 Punkten Dritte, hinter den siegreichen Britinnen Eilidh McIntyre und Hannah Mills mit 38 Gesamtpunkten und den punktgleichen Polinnen Agnieszka Skrzypulec und Jolanta Ogar, die aufgrund ihres vierten Platzes im Medal Race die Silbermedaille erhielten, während Retornaz und Lecointre Bronze gewannen.
Nach ihrem Medaillengewinn bei den Olympischen Spielen erhielt sie das Ritterkreuz des Ordre national du Mérite.